# Dieterlea
Dieterlea là một chi thực vật có hoa trong họ Cucurbitaceae.

## Loài
Chi Dieterlea gồm các loài: